# John Bull (compositor)
John Bull (Somerset, 1562 – Antuérpia, 15 de março de 1628) foi um compositor inglês, músico e organista.

## Vida
O local de nascimento é incerto. Num artigo de 1952, Thurston Dart presume a origem da família Bull em Somerset, onde provavelmente o compositor nasceu. Foi no século XVII que o antiquário Anthony Wood, que primeiro o terá relacionado com a família de Peglich Bull, Somerset, mas em 1959 Dart escreveu que Bull foi provavelmente o filho de um ourives de Londres …. Depois, na segunda edição da Biografia de John Bull por Thurston Dart foi proposta uma terceira possibilidade.
Em 1573 entrou no coro da catedral Hereford, e no ano seguinte ingressou na Capela Real, em Londres, onde estudou com John Blitheman e William Hunnis; além de cantar aprendeu a tocar órgão. Depois de ter sido nomeado para o Merchant Taylor's Company, em 1577-78, recebeu sua primeira nomeação como organista da Catedral de Hereford 1582, onde depois se tornou mestre.
Em 1591 tornou-se organista na Capela Real, em 1592 obteve o seu doutoramento de Oxford, em 1596 tornou-se o primeiro professor de música no Gresham College sobre a recomendação da rainha Elizabeth que ele muito admirava.
Com a morte de Elizabeth, entrou ao serviço do Rei James I de Inglaterra.
Casou-se com Elizabeth Walter, em 1607, de quem teve uma filha.
Bull foi um dos mais famosos compositores da música para teclado do século XVII, só ultrapassado por Sweelinck na Holanda, e na Itália por Frescobaldi, e, pelo seu conterrâneo e ancião, o célebre William Byrd. Deixou muitas composições para teclado, alguns dos quais foram recolhidos no livro Fitzwilliam Virginal.
É-lhe atribuído o God Save the King, hino nacional Britânico.